# 이츠하크 헤르초그
이츠하크 헤르초그(히브리어: יצחק הרצוג, 영어: Isaac Herzog, 1960년 9월 22일 ~ )는 이스라엘의 정치인으로, 2021년부터 이스라엘의 제11대 대통령으로 재임 중이다. 그는 이스라엘 독립 선언 이후 이스라엘에서 태어난 최초의 대통령이다.
그는 제6대 이스라엘 대통령 하임 헤르초그의 아들이며, 변호사 출신이다. 1999년부터 2001년까지 총리실 비서실장을 지냈으며, 2003년부터 2018년까지 크네세트 의원으로 활동했다. 2005년부터 2011년까지 여러 장관직을 역임했으며, 특히 2007년부터 2011년까지 에후드 올메르트 및 베냐민 네타냐후 총리 하에서 사회복지부 장관으로 재직했다.
헤르초그는 2013년부터 2017년까지 이스라엘 노동당 및 시오니스트 연합의 대표를 맡았고, 2013년부터 2018년까지는 야권 대표로 활동했다. 그는 2015년 이스라엘 총선에서 노동당 총리 후보로 출마했다. 2021년 이스라엘 대통령 선거에서 당선되어, 같은 해 7월 7일 대통령으로 취임했다. 그는 이스라엘 역사상 최초로 대통령의 아들이 대통령직에 오른 인물이기도 하다.

## 어린 시절 및 교육
이츠하크 헤르초그는 텔아비브에서 태어났다. 그는 1983년부터 1993년까지 제6대 이스라엘 대통령을 두 차례 역임한 하임 헤르초그 소장과, 비영리 환경단체 아름다운 이스라엘 위원회의 설립자인 아우라 암바흐 사이에서 태어났다. 아버지 하임 헤르초그는 아일랜드에서 태어나 자랐으며, 어머니는 이집트 출신이다. 두 사람 모두 동유럽계 유대인 가문 (폴란드, 러시아, 리투아니아계) 출신이다. 그는 두 명의 형제와 한 명의 자매가 있다. 그의 조부인 이츠하크 하레비 헤르초그 랍비는 1922년부터 1935년까지 아일랜드 초대 수석 랍비를 지냈으며, 이후 1936년부터 1959년까지 이스라엘의 아슈케나지 수석 랍비로 재직했다. 이스라엘의 제3대 외무장관 아바 에반은 그의 삼촌이다.
그의 아버지가 3년 동안 이스라엘의 유엔 상임대표로 근무하는 동안, 헤르초그는 뉴욕에 거주하며 라마즈 스쿨에 다녔다. 이후 몇 년 동안, 고등학교에 다니는 동안에도 헤르초그는 코넬 대학교와 뉴욕 대학교에서 고등 학문 교육을 받았으며, 여름에는 캠프 라마에서 보냈다. 그는 또한 아버지를 따라 브루클린에 있는 루바비처 레베를 방문하기도 했다.
1978년 말 이스라엘로 돌아온 헤르초그는 이스라엘 방위군(IDF)에 입대하여 정보부대인 8200 부대에서 소령으로 복무했다. 이후 텔아비브 대학교에서 법학을 전공했고, 아버지가 설립한 로펌인 헤르초그, 폭스 & 느에만에서 근무했다.

## 경력
그는 1999년 선거에서 의석을 얻지 못했지만, 에후드 바라크 내각에서 2001년까지 정부 비서로 일했다. 그 해 바라크가 총리 특별선거에서 아리엘 샤론에게 패배하면서 그의 임기는 종료되었다. 1999년, 그는 "아무톳 바라크" 스캔들 (정당 자금법 위반 의혹이 관련된 스캔들)과 관련해 조사를 받았지만, 침묵을 유지했다. 이에 따라 검찰총장은 증거 불충분을 이유로 그에 대한 사건을 종결했다. 2000년부터 2003년까지 그는 이스라엘 마약퇴치청 의장을 지냈다.
헤르초그는 2003년 선거에서 이스라엘 노동당 소속으로 의석을 얻었고, 2005년 1월 10일 노동당이 아리엘 샤론의 연립정부에 합류하면서 그의 요청에 따라 주택건설부 장관으로 임명되었다. 그러나 2005년 11월 23일, 그는 노동당 소속 장관들과 함께 내각에서 사임했다. 2006년 총선을 앞두고 헤르초그는 당내 경선에서 노동당 명부 2위를 차지했다. 그는 에후드 올메르트가 이끄는 카디마 중심의 연정에서 처음에는 관광부 장관으로 임명되었으나, 연정에 뒤늦게 합류한 이스라엘은 우리의 집이 관광부를 배정받으면서 2007년 3월, 사회부 장관으로 이동되었고, 동시에 디아스포라, 사회, 반유대주의 대응부 장관직도 맡게 되었다. 그는 2009년 총선에서도 노동당 명부 2위를 차지했다. 총선 이후, 그는 복지사회부 장관 및 디아스포라 장관으로 임명되었다. 2009년 1월, 그는 에후드 올메르트 총리에 의해 가자 지구 주민에 대한 인도적 지원을 담당하는 이스라엘 정부 조정관으로 임명되었다. 이후 2011년 1월, 에후드 바라크가 노동당을 탈당해 '독립당'을 창당하면서, 그는 내각에서 사임했다.
2011년 헤르초그는 노동당 당대표 선거에 출마했으나 실패했다. 그는 그해 실시된 당내 경선에서 셸리 야치모비치와 아미르 페레츠에 이어 3위를 기록했다.

## 대통령직

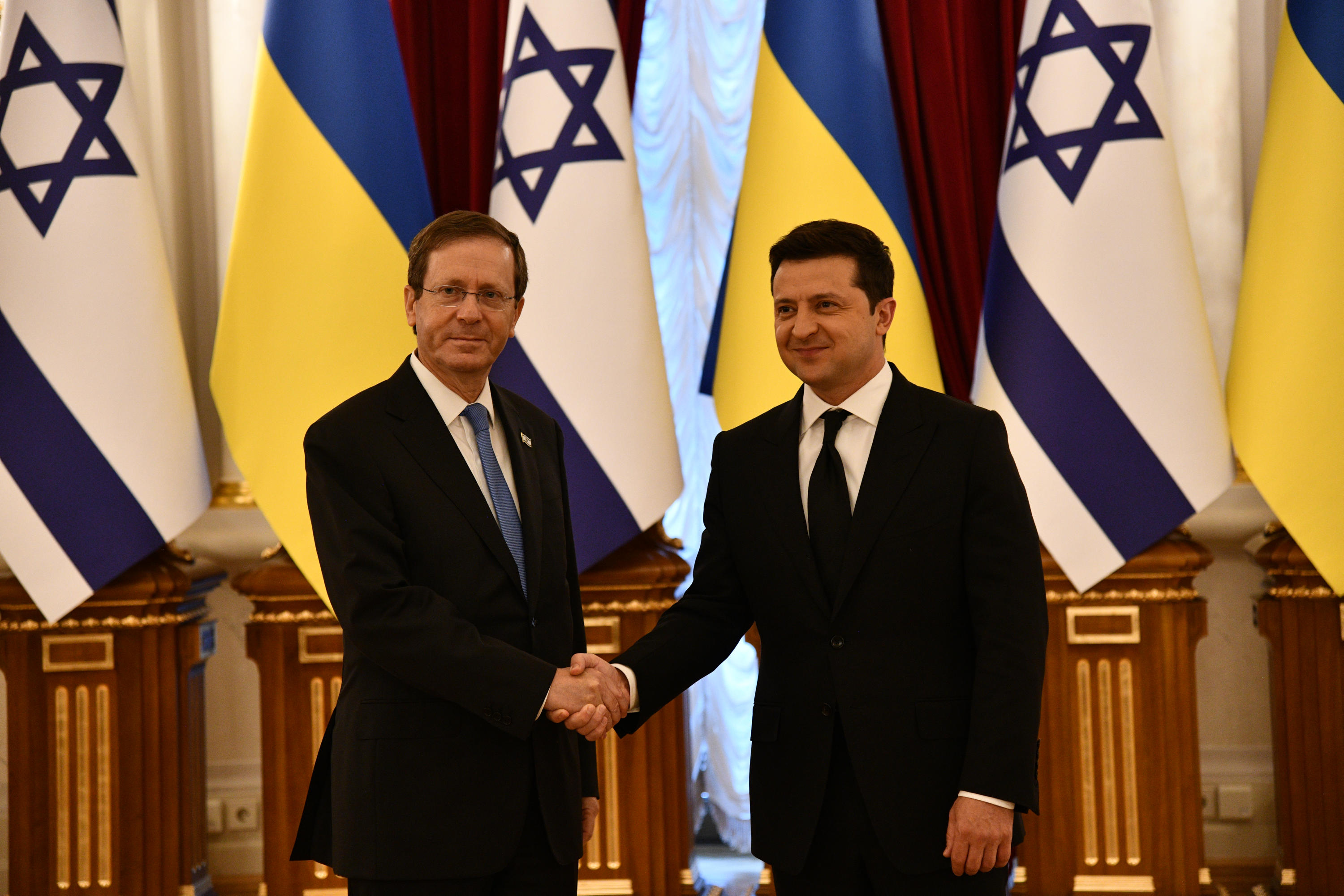
2021년 10월, 우크라이나 키이우에서 우크라이나 대통령 볼로디미르 젤렌스키와 함께한 헤르초그

2021년 5월 19일, 헤르초그는 2021년 이스라엘 대통령 선거 출마를 선언했다. 2021년 6월 2일, 그는 크네세트에서 대통령으로 선출되었다. 그는 상대 후보인 미리암 페레츠가 받은 26표에 비해 87표를 얻어 이스라엘 역사상 가장 많은 득표를 기록했다. 2021년 7월 7일에 취임하여, 전직 이스라엘 대통령의 아들로서 최초로 대통령이 되었다.
2021년 7월 7일, 이스라엘 대통령으로서의 취임 연설에서, 헤르초그는 이스라엘 사회 내의 분열을 치유하고 이스라엘 내부와 이스라엘과 유대인 디아스포라 간의 다리를 놓을 것을 촉구했다. 헤르초그는 "우리는 제1차 성전과 제2차 성전의 파괴를 초래한 것이 근거 없는 증오였음을 기억해야 합니다. 오늘날, 그리고 매일같이 우리에게 큰 대가를 요구하는 바로 그 같은 근거 없는 증오, 그 같은 당파주의와 양극화. 그 대가 중 가장 무거운 것은 바로 우리의 국가적 회복력의 침식입니다."라고 말했다. 헤르초그는 또한 기후위기에 맞서 싸우는 것의 중요성도 강조했다.
이스라엘 대통령에 취임한 이후, 헤르초그는 여러 차례 주요 국빈 방문을 수행했다. 2022년 1월 30일, 그는 아랍에미리트에 역사적인 국빈 방문을 했다. 2022년 3월에는 지중해 인접 국가들을 순방하며, 그리스와 키프로스를 방문했고, 튀르키예에서는 영부인 미할 헤르초그와 함께 레제프 타이이프 에르도안 대통령과 그의 아내 에미네 여사의 초청으로 국빈 방문을 진행했다. 헤르초그가 대통령에 선출된 이후 수개월간의 대화를 거쳐, 양국 대통령은 앙카라 대통령궁에서 정상회담을 가졌으며, 이는 양국이 긴장 관계의 시기를 넘어서기를 바란다는 의지를 상징하는 자리였다. 방문 기간 동안, 헤르초그는 "스스로 사라지지 않는 과거의 짐"에 대해 언급하며, 이스라엘-튀르키예 관계는 양국의 행동에 의해 결정될 것이라고 강조하였다. 튀르키예 방문 후반부에는, 해외 방문 시 유대 디아스포라와의 관계 강화를 위한 정책의 일환으로, 헤르초그와 그의 부인 미할이 여러 차례 테러 공격의 표적이 되었던 네베 샬롬 시나고그에서 이스탄불 유대인 공동체를 방문하였다.

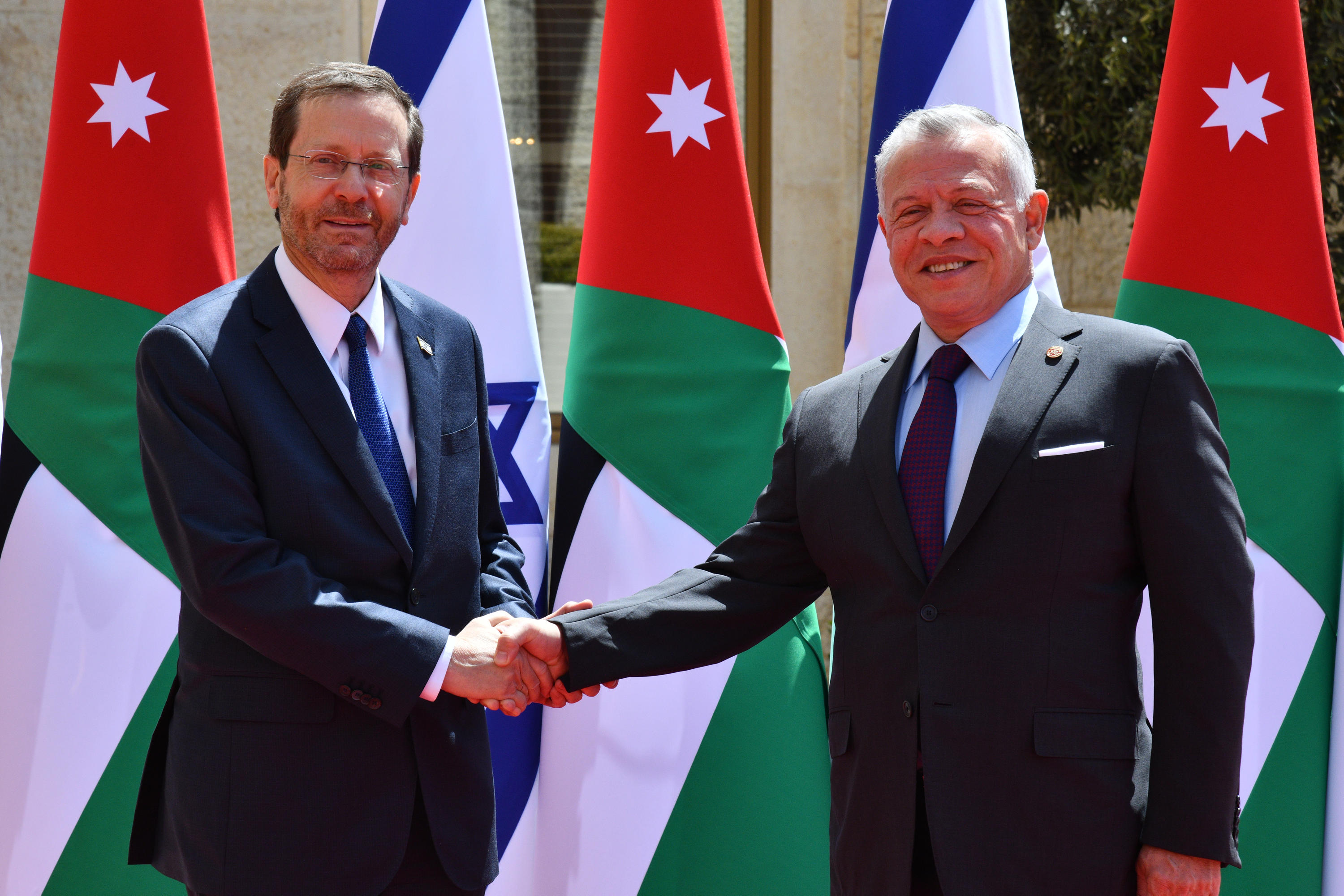
2022년 3월 30일, 요르단 암만에서 압둘라 2세 국왕과 함께한 헤르초그

2022년 3월 29일, 헤르초그는 요르단 암만을 공식 방문한 최초의 이스라엘 지도자로서 역사적인 공개 방문을 진행하였으며, 압둘라 2세 국왕과 만나 이스라엘–요르단 관계의 심화, 지역 안정 유지, 평화 및 정상화 증진에 대해 논의하였다.
또한 이스라엘 사회 내부로의 여정을 시작하겠다는 그의 공언된 목표에 따라, 국내 다양한 공동체와의 교류 및 대외 활동의 일환으로, 2021년 10월 29일 헤르초그는 1956년 카파르 카심 학살 희생자들을 기리는 추모식에 참석하여 이스라엘 국가를 대표해 사과하였다. 그는 카파르 카심 공식 추모식에서 용서를 구한 최초의 이스라엘 고위 인사가 되었다. 연설에서 헤르초그는 "무고한 이들을 죽이거나 다치게 하는 일은 절대 용납될 수 없다. 이는 어떤 정치적 논쟁에서도 벗어나 있어야 한다."라고 말했다.
2021년 10월, 헤르초그는 대통령실 산하에 이스라엘 기후 포럼의 설립을 발표하고, 전 크네세트 의원 도브 하닌을 포럼 의장으로 임명하였다. 이 포럼은 다양한 주제에 초점을 맞춘 여러 실무 그룹을 감독하며, 공직자와 민간인을 아우르는 협력 체계를 통해 기후 위기에 대응하는 노력을 조율하고 있다. 헤르초그는 《하아레츠》 기후 변화 포럼에서 열린 "재생 가능한 중동" 연설을 통해, 기후 위기가 중동과 지중해 지역에서의 지역 협력 기회를 어떻게 제공할 수 있는지를 제시하는 비전을 밝혔다.
2021년 11월 28일, 헤르초그는 헤브론에 있는 막벨라굴에서 하누카 첫날 촛불을 밝혔다. 이 행보는 좌파의 비판을 받았다. 헤브론 방문 중 헤르초그는 유대 민족의 헤브론에 대한 역사적 연대 인식은 "모든 논란을 넘어야 한다"고 선언했다.
2021년 12월, 헤르초그는 사이버 괴롭힘에 대응하기 위한 "긍정적 생각하기" 캠페인을 시작하였다. 메타와 협력하여 진행된 이 캠페인은 온라인에서 존중과 포용의 대화를 촉진하는 것을 목표로 하였다.

## 사생활
헤르초그는 변호사인 미할과 결혼했으며 세 아들을 두고 있다. 그는 텔아비브의 차할라 지역에 있는 어린 시절의 집에 거주하고 있다.

## 역대 선거 결과
| 선거명      | 직책명            | 대수 | 정당   | 득표율 | 득표수 | 결과 | 당락 |
| ----------- | ----------------- | ---- | ------ | ------ | ------ | ---- | ---- |
| 2021년 선거 | 이스라엘의 대통령 | 11대 | 무소속 | 76.99% | 87표   | 1위  |      |